# كلية دار المعلمات (القدس)
كلية دار المعلمات هي أعلى مؤسسة تربوية للبنات في فلسطين الانتدابية وأنشأت في مدينة القدس عام 1919 وكانت غايتها كانت اعداد المعلمات للعمل في المدارس لتلبية الطلب على المعلمات.
تُكمل الطالبات في الكلية مرحلة الدراسة الثانوية التي كانت 4 سنوات هي الدورة الثانوية الدُنيا وهي الأول والثاني الثانوي والدورة الثانوية العليا وهي الثالث والرابع الثانوي؛ ثم تتقدم الطالبات لإمتحان المتريكيوليشن (Palestine Matriculation) وهي شهادة إجتياز التعليم العالي الفلسطيني في ذلك الزمن. تلتحق الطالبات ممن إجتزت الإمتحان بمرحلة ما بعد المتريكيوليشن ومدتها سنة واحدة وهي فترة إعداد مهنية وتدريبية تؤهل المتخرجات للتدريس في المدارس الابتدائية.
كان بالكلية قسم داخلي لإقامة الطالبات من المدن والبلدات البعيدة. بلغ قسط الطالبة 24 جنيها فلسطينيًا سنويًا وضمت الكلية 23 طالبة عام 1920.

من طالبات الكلية العربية اللواتي نشطن في مجالات مختلفة: مهيبة خورشيد، لواحظ عبد الهادي، سلمى الخضراء الجيوسي، تودد عبد الهادي، فاطمة البديري، سميرة أبو غزالة، صبا الفاهوم، نجوى قعوار فرح، عفاف الشيخ عمرو عرفات، صبحية المعاني، هيفاء البشير.

## أنظر أيضًا
- الكلية العربية (القدس)